# Before We Go
Before We Go o  Antes de que te vayas es una película estadounidense del 2014, dirigida y producida por Chris Evans en su debut como director.

## Sinopsis
Cuenta la historia de una chica casada y joven llamada Brooke (Alice Eve), que pierde el último tren que salía de Nueva York con destino a Boston. Brooke solo quiere llegar a su casa antes que su marido, que se encuentra de viaje. Le roban su bolso con todas sus pertenencias y solo le queda el móvil, esta a la deriva en una ciudad que no conoce hasta que un músico callejero se le acerca a ayudarla.
Solo cuenta con la ayuda de Nick (Chris Evans), un músico callejero que está dispuesto a echarle una mano, para que llegue segura a su casa. Mientras esto ocurre la amistad nace entre ellos, y se intuye un romance contenido en el respeto del uno por el otro. Nick reconoce en Brooke una mujer con un potencial como compañera de vida y Brooke reconoce en Nick a un auténtico amigo y algo más.

## Reparto
- Chris Evans como Nick Vaughan.
- Alice Eve como Brooke Dalton.
- Emma Fitzpatrick como Hannah.
- Mark Kassen como Danny.
- Scott Evans como recepcionista del hotel.